# Nova Aliança
Nova Aliança é um município brasileiro do estado de São Paulo. O município é formado pela sede, pelo distrito de Nova Itapirema e pelo povoado de Monte Belo. A cidade faz parte da região metropolitana de São José do Rio Preto. Sua população, conforme informação do IBGE de 2022, era de 6 693 habitantes.

## História
Na primeira década do século XX, o povoado de Monte Belo desencadeou um grande surto de progresso, onde a agricultura desempenhava um enorme papel gerando o desenvolvimento. Contava o povoado de Monte Belo com uma população estimada em 500 habitantes e uma estrutura urbana com casas comerciais e repartições públicas, como cartório extrajudicial. Este crescimento foi interrompido por uma epidemia de malária que provocou elevado número de mortes e mudança de muitas famílias amedrontadas.
Uma situação idêntica ocorreu na região de Itapirema, hoje distrito de Nova Aliança e antigamente localizada em outra área, mais ao sul do atual Distrito. Com o surto da epidemia de malária, os moradores de Itapirema e os proprietários rurais mais próximos foram obrigados a abandonar o local para não se deixar contaminar pela doença que se alastrava rapidamente e não possuía cura, à época. Depois da extinção da epidemia ressurgiu um povoado de forma ativa, com nova população desejosa em produzir nas férteis. Assim surgiu Nova Itapirema.
Em 1910, as famílias de Zeferino Gotardi, Jorge Galvão, Paschoal Proto, Gasparo Traldi e Luís Guilhermitti deixaram São Joaquim da Barra – SP, na região de Ribeirão Preto, escolhendo uma área aprazível em região fértil, cuja terra dadivosa e boa passaria a dar bons frutos. O nome “Aliança” foi escolhido porque seus fundadores eram procedentes de uma fazenda denominada “Bela Aliança”.
Enquanto as propriedades rurais produziam as principais riquezas do então distrito de São José do Rio Preto, as lideranças forma surgindo e a união de forças passou a imperar para que o distrito alcançasse sua emancipação político-administrativa.
Em 28 de dezembro de 1926, tornou-se distrito do município de São José do Rio Preto.
Pelo Decreto-lei nº 14.334, de 20/11/1944, o distrito foi elevado à categoria de Município com o nome de NOVA ALIANÇA, tendo Nova Itapirema, Mendonça e Adolfo como distritos, e Monte Belo como povoado, desmembrando-se de São José do Rio Preto. Com o passar dos anos, os distritos de Mendonça e Adolfo também se emanciparam politicamente.

### Significado do Nome
O povoado de Nova Aliança, assim denominado por seus fundadores em homenagem à propriedade onde haviam morado anteriormente, a Fazenda "Bela Aliança" em São Joaquim da Barra, desenvolveu-se com a agricultura, principalmente o plantio de café, de arroz e de cana-de-açúcar.

### Significado do Brasão
Instituído pela Lei municipal nº 8, de 16/09/1955.
Escudo português cortado e partido, encimado por uma coroa mural. Em campo de blau, no primeiro cartel: quatro árvores de prata; no segundo, de goles, uma flor-de-lis de prata. No segundo campo, de prata, uma água de sinople carregada com o escudo de São Paulo, tendo em cada garra um lírio. Como suportes dois ramos de café frutificados na cor natural. No listel de prata em letras de goles a legenda: “A União Faz a Força.”

### Dia do Município
Comemorava-se o Dia do Município em 12 de outubro, data de sua fundação, também consagrado à Padroeira do Brasil e também a Padroeira do Município - Nossa Senhora Aparecida. Porém, a atual administração (2013/2016) alterou a data para 30 de novembro, em referência à emancipação política (vide art. 210 da Lei Orgânica do Município, de 13/12/2005).

### Origem de Nova Itapirema
Conforme relato do saudoso Fidelis Silva, antigo morador de Nova Itapirema, tal distrito foi iniciado por um singelo lavrador, de onde a História só lhe guarda o prenome, Estevão, arrendatário da então propriedade da família Lucatto.
Ainda de acordo com nosso cronista, o nome “Itapirema” (do latim, “ita”= pedra, “pires” = fogo) derivaria de uma antiga maldição, originária do povoado que se convencionou chamar de “Itapirema Velha”. Um morador, acusado injustamente de desonrar uma moça, foi alvo da ira da população local, que lhe causou a morte espúria. Porém, antes da execução, apelou a salvação ao sacerdote. Este clamou a população a conceder a misericórdia ao suposto violador, sob pena de ser amaldiçoada com a infertilidade da terra, “que arderia em brasa para sempre, tornando a habitação insuportável”.
Fato ou lenda, o morador foi executado com a pena capital, e, tempos depois, a área de Itapirema Velha tornou-se tão quente que, aliada à epidemia de malária, forçou seu fim. Relata-se que as ruínas do cemitério da antiga vila até hoje têm o chão em brasa, fazendo jus ao nome.

## Demografia
Dados do Censo - 2010
População total: 5.891
- Urbana: 4.881
- Rural: 1.010
- Homens: 2.922[10]
- Mulheres: 2.969

Densidade demográfica (hab./km²): 27,11
Dados do Censo - 2000
Mortalidade infantil até 1 ano (por mil): 8,09
Expectativa de vida (anos): 76,05
Taxa de fecundidade (filhos por mulher): 1,89
Taxa de alfabetização: 90,63%
Índice de Desenvolvimento Humano (IDH-M): 0,806
- IDH-M Renda: 0,701
- IDH-M Longevidade: 0,851
- IDH-M Educação: 0,866

(Fonte: IPEADATA)

## Geografia
Localiza-se a uma latitude 21º00'57" sul e a uma longitude 49º29'46" oeste, estando a uma altitude de 464 metros. Possui uma área de 217,3 km².

### Hidrografia
- Ribeirão do Borá
- Ribeirão da Fartura
- Córrego Borboleta

### Rodovias
- SP-355 Rodovia Maurício Goulart - acesso a Bady Bassitt e o distrito de Nova Itapirema, seguindo até Mendonça.
- Estrada Municipal para Santo Antônio das Perobas, seguindo até a BR-153 (Rodovia Transbrasiliana), com acesso a José Bonifácio, Jaci e São José do Rio Preto.
- Rodovia Antonio Molinari - acesso a Potirendaba.

### Divisão administrativa
- Distrito de Nova Itapirema, distante oito quilômetros.
- Bairro de Monte Belo, quatro quilômetros próximo ao município de Mendonça.
- Povoado da Agrovila.

## Infraestrutura

### Comunicações
O sistema de telefones automáticos foi inaugurado na cidade em 1981 pela Telecomunicações de São Paulo (TELESP), que também implantou o sistema de discagem direta à distância (DDD) em 1986 com o código de área (0172). Anteriormente a cidade era atendida pela Cia. Telefônica Rio Preto, empresa administrada pela Companhia Telefônica Brasileira (CTB).
Na década de 90 o código DDD da cidade foi alterado para (017), para padronização do sistema telefônico com a telefonia celular que estava sendo implantada em todo o estado.

## Administração
- Prefeito: Jurandir Barbosa de Morais (2025/2028)
- Vice-prefeito: Silvia Renata Patini Alves
- Presidente da câmara: Fernando Henrique Teixeira

### Prefeitos de Nova Aliança
Em ordem cronológica:[carece de fontes?]
- João Sperandéo - janeiro a dezembro de 1945
- Dulcídio Siqueira - janeiro de 1946 a março de 1947
- Simão Daud - abril de 1947 a dezembro de 1947
- Francisco Pereira dos Santos - janeiro de 1948 a julho de 1951
- João Sperandéo - julho de 1951 a dezembro de 1951
- Luiz Antonio Fleury - janeiro de 1952 a dezembro de 1955
- Benedito Soares Dias - janeiro de 1956 a dezembro de 1959
- Chicrala Boulos - janeiro de 1960 a dezembro de 1963
- Jorge Ayruth - janeiro de 1964 a janeiro de 1969
- Chicrala Boulos - fevereiro de 1969 a janeiro de 1973
- Demétrio Birelli - fevereiro de 1973 a janeiro de 1977
- Waldemar Pala - fevereiro de 1977 a janeiro de 1983
- Alfredo Gonçalves de Matos - fevereiro de 1983 a janeiro de 1989
- Demétrio Birelli - fevereiro de 1989 a dezembro de 1992
- José Augusto Fernandes - janeiro de 1993 a dezembro de 1996
- Jurandir Barbosa de Moraes - janeiro de 1997 a dezembro de 2000
- Jurandir Barbosa de Moraes - janeiro de 2001 a dezembro de 2004
- Augusto Donizetti Fajan - janeiro de 2005 a dezembro de 2012
- Jurandir Barbosa de Moraes - janeiro de 2013 a dezembro de 2016
- Augusto Donizetti Fajan - janeiro de 2017 a 31 de dezembro de 2019

## Aliancenses notórios
- Biografias de aliancenses

## Religião
O Cristianismo se faz presente na cidade da seguinte forma:

### Igreja Católica
- A Paróquia Nossa Senhora Aparecida faz parte da Arquidiocese de São José do Rio Preto.[17]

### Igrejas Evangélicas
- Assembleia de Deus Ministério do Belém.[18][19]
- Congregação Cristã no Brasil.[20]